# Larbi Benboudaoud
Larbi Benboudaoud   (Dugny, 5 de març de 1974) és un judoka francès d'origen algerià, ja retirat, guanyador d'una medalla olímpica.
El 1996 va prendre part en els Jocs Olímpics d'Estiu d'Atlanta, on quedà eliminat en sèries en la competició del pes semi lleuger del programa de judo. Quatre anys més tard, als Jocs de Sydney, guanyà la medalla de plata en la mateixa competició. El 2004, als Jocs d'Atenes, quedà eliminat en sèries en la competició del pes semi lleuger.
En el seu palmarès també destaquen tres medalles en el Campionat del Món de judo, una d'or i dues de plata, entre les edicions de 1997 i 2003, així com cinc medalles en el Campionat d'Europa de judo, dues d'or i tres de bronze, entre les edicions de 1996 i 2001.